# 遣独潜水艦作戦

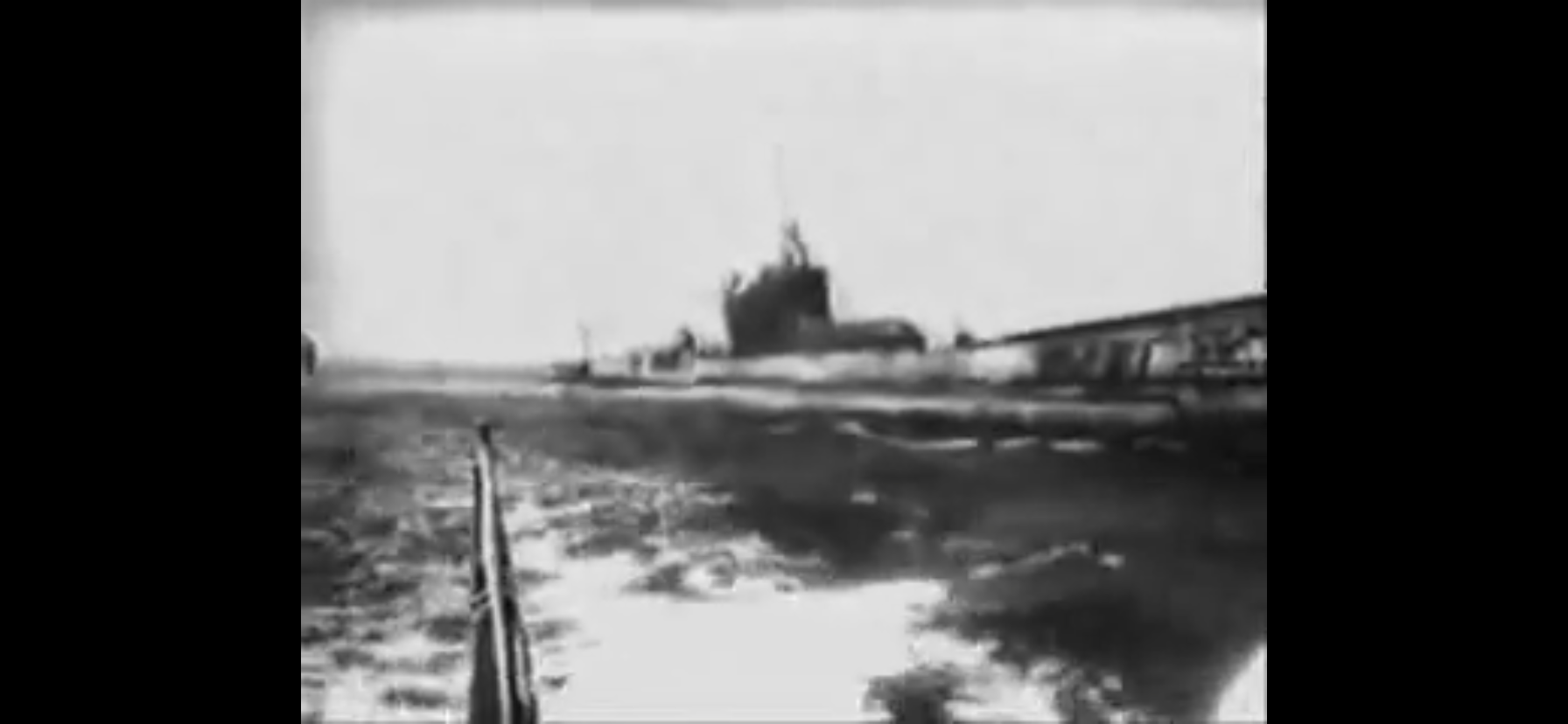
第一次遣独潜水艦作戦に使用された伊号第三十潜水艦

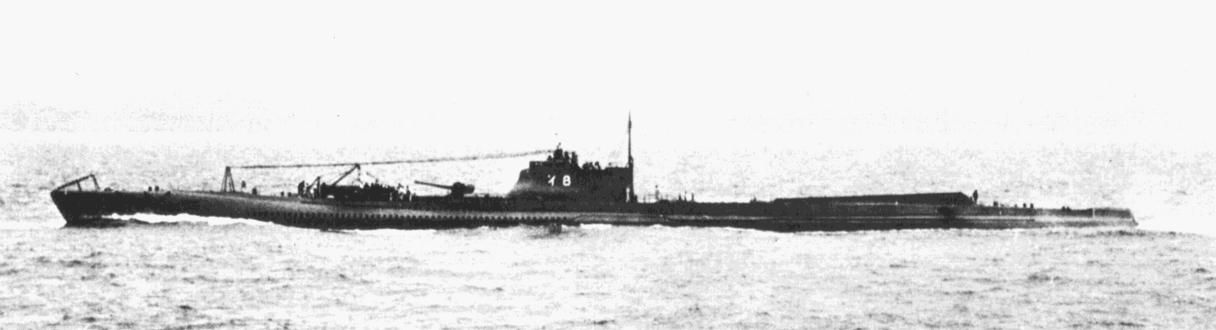
第二次遣独潜水艦作戦に使用された伊号第八潜水艦

遣独潜水艦作戦（けんどくせんすいかんさくせん）とは、第二次世界大戦中に遠く離れたドイツと日本とを結び、戦略物資及び新兵器やその部品・図面等、さらには大使館付武官・技術士官・民間技術者等日独両国の人材の輸送を行った日本海軍艦艇による数次にわたる作戦を指す。
なお、本項ではこれに対応するドイツと、同じく日本と日独伊三国同盟で同盟関係にあったイタリアからの遣日潜水艦作戦についても述べる。

## 概要
日本とドイツは1936年（昭和11年）に日独防共協定、その後も日独伊三国同盟を結んで以来同盟関係にあったが、1941年6月の独ソ開戦によりシベリア鉄道経由の同盟国日本からドイツへの陸上連絡路が途絶し、さらに同年12月の日本と英米などとの開戦によって海上船舶による連絡も困難となった。
当初はドイツ側も生ゴムや錫、モリブデン、ボーキサイト等の軍用車両・航空機生産に必要な原材料を入手するために海上封鎖突破船をインド洋経由で日本の占領する東南アジア方面に送ったが、大西洋のアフリカ沿岸を拠点に活動するイギリス海軍や南アフリカ連邦軍の妨害に遭うことが多くなり、作戦に支障をきたすことが多くなった。
このため、ドイツは潜水艦による物資輸送を提案した。さらにドイツ側は空母の設計図や水上飛行艇、酸素魚雷や無気泡発射管などの最新の軍事技術情報を日本から、日本側からもウルツブルク・レーダー技術、ジェットエンジン、ロケットエンジン、暗号機等の最新の軍事技術情報をドイツから入手したいという思惑があり、両国の利害が一致し、ここに日本とドイツの間を潜水艦で連絡するという計画が実行に移されることとなった。
基本的なルートは、日本～マラッカ海峡（ペナン及び昭南、またはジャワ島ジャカルタ）～インド洋～マダガスカル沖～喜望峰沖（いわゆるローリング・フォーティーズの難所）～東部大西洋～ドイツ占領下のフランス大西洋岸にあるUボート基地（Uボート・ブンカー）との往復であった。

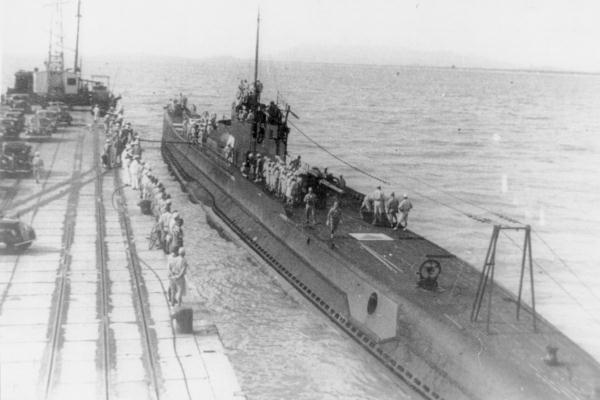
ペナンの日本海軍基地（1942年）

なお1942年当時は、東南アジアからインド洋にかけての地域は日本海軍の制海権下にあったものの、東部大西洋からヨーロッパにかけてはドイツ軍の手は及ばず、さらにイギリス海軍の厳重な対潜哨戒網が敷かれていたこともあり、大西洋上のルートや入港先についてはたびたび変更されている。とくに1943年以降は、ドイツ軍は大西洋～ヨーロッパの制海権をほとんど連合軍に奪われ、日本が制海権を握っていたインド洋以東のアジア海域にもイギリスやアメリカなどの連合軍による通商破壊が活発になっていた。
こうしたことにより、全5回の遣独作戦中、はじめ2回は往復に成功したものの後半の3回は途中で撃沈されている。ただし往復に成功した2回のうちでも第一次遣独艦は帰路に立ち寄った日本占領下の昭南入港時に暗号通信の不徹底から味方の機雷に触雷・沈没している。
沈没した艦内から積荷は回収されたが、期待されたウルツブルク・レーダーの器材や設計図面などは使用に耐えなかった。従って物資輸送を完全に成功させたのは第二次遣独艦のみであった。この第二次遣独艦は帰路、日英居留民を運ぶ戦時交換船を誤って攻撃しそうになったが、直前に気づき回避するという事態もあった。

## 遣独潜水艦作戦

### 第一次遣独艦
伊号第三十潜水艦（艦長遠藤忍海軍中佐）…1942年（昭和17年）8月6日、フランス・ロリアン入港 （Lorient）。復路の10月13日、シンガポール港にて自軍の機雷（同港占領時に故意に残された英軍のものという説もある）に触れ沈没。

### 第二次遣独艦
伊号第八潜水艦（艦長内野信二海軍大佐）…ヒトラーが日本に無償譲渡するUボートU1224号をドイツから日本に回航する要員60名を乗せ、1943年（昭和18年）8月31日、無事フランス・ブレスト入港。復路も帰国に成功。駐独大使館付海軍武官横井忠雄海軍少将が便乗帰国した。

### 第三次遣独艦
伊号第三十四潜水艦（艦長入江達海軍中佐）…1943年11月13日、往路マラッカ海峡にてイギリス海軍の潜水艦に撃沈される。

### 第四次遣独艦
伊号第二十九潜水艦（艦長木梨鷹一海軍中佐）…駐独大使館付海軍武官小島秀雄海軍少将・永盛義夫海軍技術少佐（航空機）・田丸直吉技術少佐（電波兵器）・鮫島龍雄海軍大学校ドイツ語教授ら総勢17名の便乗者を乗せ、1943年（昭和18年）12月17日にシンガポール出航。1944年（昭和19年）3月11日、フランス・ロリアン入港。復路は、小野田捨次郎海軍大佐・松井登兵海軍大佐・巌谷英一海軍技術中佐ら総勢18名を便乗させ、4月16日にロリアンを出航。7月14日にはシンガポールに入港するも、7月26日にバシー海峡にてアメリカ海軍の潜水艦に撃沈される。
- 同艦には、Me163型ロケット戦闘機及びMe262型ジェット戦闘機に関する資料が積まれていたが、シンガポールで零式輸送機に乗り換えた巌谷中佐が持ち出したごく一部の資料を除いて失われた。かろうじて残ったそれら資料は、のちに秋水・橘花の開発に活かされた。
- 1944年（昭和19年）3月には「日独製造権および原材料供給協定」が調印されて、ドイツ政府は日本の要望するすべてのドイツ軍需機器を提供し、その対価は一時的にドイツ政府が各製造会社に支払い、両国勝利後に日本政府はその価額をドイツ政府に支払うことが定められ、軍事技術と原材料の交換が活発となる。

### 第五次遣独艦
伊号第五十二潜水艦（艦長宇野亀雄海軍中佐）…1944年（昭和19年）6月24日、往路大西洋にて米護衛空母ボーグの艦載機の攻撃により沈没。

## ドイツ及びイタリア側の遣日潜水艦作戦
ドイツ海軍からもUボートが、そしてイタリア海軍からも潜水艦が派遣され、下記の様な作戦が行われた（「モンスーン戦隊」も参照のこと）。

### ドイツ

#### 1943年

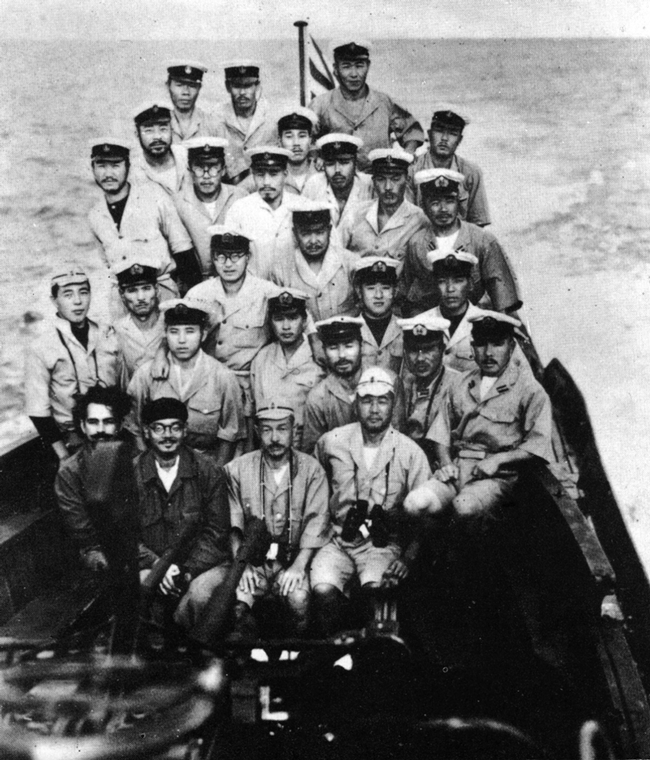
伊号第二十九潜水艦の士官・下士官たちとスバス・チャンドラ・ボース（1943年4月28日、伊号第二十九潜水艦艦橋にて）

1943年（昭和18年）4月26日、インド人の独立運動家スバス・チャンドラ・ボースはUボートU180からマダガスカル島南南東400浬のインド洋上で会同した伊号第二十九潜水艦に移乗して日本に向かい、伊号第二十九潜水艦からは友永英夫技術中佐・江見哲四郎海軍中佐がU180に移乗してドイツに向かった。
1943年5月10日、ヒトラーより日本海軍に無償譲渡されるUボートU511（後の呂号第五百潜水艦）が艦長フリッツ・シュネーヴィント(Fritz Schneewind)海軍中尉指揮の下にロリアンを出航。同艦にはベルリン駐在の日独伊三国同盟軍事委員の野村直邦海軍中将が便乗、ロリアン出航から69日目の7月15日にペナン港に到着した。この後、野村直邦中将は空路東京に帰着した。

#### 1944年
1944年（昭和19年）2月15日、太平洋方面での通商破壊と技術供与のため無償譲渡されるもう一艦種の潜水艦「IXC型/U1224」一隻の日本海軍への譲渡式がドイツ・キール軍港で日独伊三国同盟の軍事委員阿部勝雄海軍中将・溪口泰麿海軍中佐・友永英夫技術中佐らの臨席の下に行われた。同艦は呂号第五百一潜水艦と命名された（日本海軍潜水艦船型別呼称によれば、基準排水量1,000トン以上を一等潜水艦、艦名を「伊号第○○潜水艦」、1,000トン未満を二等潜水艦、艦名を「呂号第○○潜水艦」、「波号第○○潜水艦」と命名して区別していた）。艦政本部の審査の結果、9型潜水艦（すなわち呂号第五百一潜水艦）は日本では技術的に生産不能と判断された。
1944年3月31日、乗田貞敏海軍中佐指揮下の呂号第五〇一潜水艦は半年近くバルト海のドイツ海軍潜水艦学校で習熟訓練を優秀な成績で修了した日本海軍の回航員の手によってキールを出航した。同艦には、根木雄一郎海軍技術中佐（潜水艦建造技術）・江見哲四郎海軍大佐（潜水艦戦術）・吉川春夫海軍技術中佐（Me262ジェット戦闘機）・山田精二海軍技術中佐が便乗した。
しかし同年5月13日、アメリカ海軍の護衛空母ボーグ搭載の艦載機と護衛駆逐艦フランシス・M・ロビンソンの爆雷攻撃により沈没。東京の軍令部と阿部勝雄海軍中将との間の暗号通信がアメリカ海軍に解読されていた。貴重な人材とともに、ボーイングB-29爆撃機の迎撃に効果が期待されるMe163型ロケット戦闘機・Me262型ジェット戦闘機のエンジン他の資料は大西洋に消えた。

#### 1945年
1945年（昭和20年）3月24日、UボートU234が日本に向けキールを出航した。Me163型ロケット戦闘機・部分品に分解された2機のMe262型ジェット戦闘機、ウラニウム鉱石560キロ他を積載、東京に赴任するウルリヒ・ケスラー空軍大将、反逆者を裁くために東京に赴く海軍法務官カイ・ニーシュリング海軍大佐のほか、対空射撃管制装置の専門家ハインツ・シュリッケ海軍少佐・対空射撃の専門家フリッツ・フォン・ザントラート( Fritz von Sandrart)空軍大佐及び帰国する友永英夫技術中佐（潜水艦建造技術）・庄司元三技術中佐（航空機エンジン）らが便乗した。
1945年4月30日のアドルフ・ヒトラーの死と、5月8日に後任のカール・デーニッツによるドイツ無条件降伏受諾により、5月15日に同艦はアメリカ海軍護衛駆逐艦「サットン」に降伏した。なお同艦の降伏直前に、日本海軍の友永・庄司両技術中佐は連合軍の捕虜となることを潔しとせず自決している。
1993年1月に日本とドイツ、アメリカ、オーストリアの4か国合作でのNHK国際共同制作ドラマ『ラストUボート』が放送された（海軍軍人を演じたのは小林薫と大橋吾郎）

### イタリア

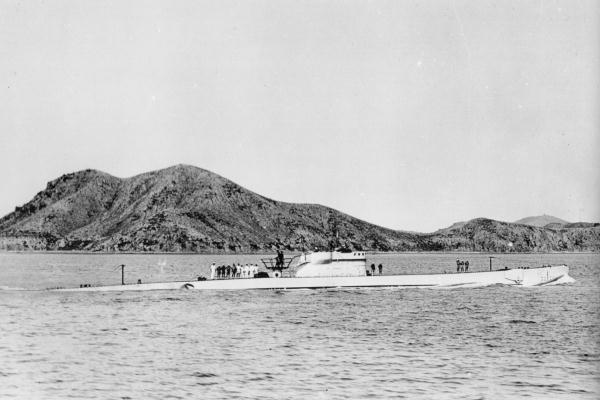
イタリア降伏後にドイツ軍に接収された「コマンダンテ・カッペリーニ」（1944年/瀬戸内海）

イタリア海軍はドイツ軍占領下のフランスのボルドー軍港にドイツ海軍との協同作戦基地を保持し、1943年3月にドイツ海軍との間で大型潜水艦の貸与協定を結んだ後に「コマンダンテ・カッペリーニ」など5隻の潜水艦を日本軍占領下の東南アジアに送っている。またイタリア海軍は、日本が占領下に置いたシンガポールに潜水艦の基地を作る許可を取り付け、工作船と海防艦を送り込んだ。
1943年6月16日に、伊号第三十潜水艦が成功しなかったウルツブルク・レーダーの器材・図面の輸送を挽回すべく、イタリア海軍の潜水艦ルイージ・トレッリ号がドイツ・テレフンケン社（Telefunken）ウルツブルク・レーダー技術者ハインリヒ・フォーダス（Heinrich Foders）と電波兵器専門家の佐竹金次陸軍中佐を乗せ、ボルドーを出航した。輸送作戦の成功を担保するために同時にボルドーを出航した僚艦のバルバリーゴ号は、便乗者木原友二陸軍中佐・権藤正威陸軍大佐（後に少将）、ウルツブルク・レーダー設計図面を乗せたまま、同年6月24日、モロッコ沖にて英哨戒機の攻撃のために沈没した。
ルイージ・トレッリ号は同年8月30日に無事シンガポールに到着したものの、同艦は同年9月8日のイタリア降伏後、他の潜水艦とともにシンガポールでドイツ海軍に接収されUIT25と改名した（さらに同艦は1945年5月8日のドイツ降伏後は日本海軍に接収され、伊号第五百四潜水艦となった）。
シンガポール到着後にフォーダスは空路日本に向かい、以後日本無線にてウルツブルク・レーダー開発の技術指導を行い、レーダー付の高射指揮装置が日本人によって開発生産された。1945年（昭和20年）5月に2門のみ完成していた有効射高16,000m の15センチ高射砲（五式十五糎高射砲）と連動したこの高射指揮装置つき防空陣地が久我山に完成し、7月中旬から射撃をはじめ、8月1日にB-29を2機撃墜する戦果をあげたとも言われる。

## 題材とした作品

### ドキュメンタリー
『Uボートの遺書』（製作：NHK、1970年10月11日放送）

### 小説
『鏖殺の凶鳥』（文庫名：『凶鳥〈フッケバイン〉 ヒトラー最終指令』）
1943年に秩父山中へ墜落した正体不明機と日本軍が交戦状態に陥った、という奇怪な事件の資料が伊号第八潜水艦によってドイツへ届けられたことが語られている。
『戒厳令の夜』（作：五木寛之、1975年）
激動の時代に翻弄され歴史の闇に消えたスペイン人画家の少女像は、ナチス占領時代のフランスで略奪され大戦末期に潜水艦でドイツから日本へ輸送された物だった。幻の天才画家の作品に憑かれた人々の数奇な運命を描いた伝奇ロマン。
『終戦のローレライ』（作：福井晴敏、2002年）
特殊音響兵器「PsMB1」を手土産に日本へ亡命してきた架空のUボート「UF4」が登場。同艦は後に日本海軍に接収され、伊号第五〇七潜水艦となる。

### 映画
『フランケンシュタイン対地底怪獣』（監督：本多猪四郎、1965年）
Uボートと伊号潜水艦（双方ともに艦名不明）を用いて、喜望峰回りの航路により、不死身の兵士開発を目的として「フランケンシュタインの心臓」がドイツから日本へと運ばれた。
『アナザー・ウェイ ―D機関情報―』（監督：山下耕作、1988年）
原爆の設計図と原料であるウラン入手の任を帯びた架空の遣独潜水艦「伊51」が登場。実在した伊号第五十一潜水艦とは無関係であり、海上自衛隊の潜水艦「なだしお」が演じている。
『ローレライ』（監督：樋口真嗣、2005年）
『終戦のローレライ』の映画化作品。

### テレビドラマ
『仮面ライダー』第6話「死神カメレオン」（原作：石ノ森章太郎、監督：折田至、1971年）
遣独潜水艦として伊号第百五十五潜水艦が登場。ドイツが占領地から略奪した財宝を日本へと輸送した。
『じゃあまん探偵団 魔隣組』（原作：石ノ森章太郎、1988年）
かつて遣日潜水艦だったUボート（艦名不明）が登場。日本のある島にて放棄されていたところを、主人公ら少年探偵団「魔隣組」のアジトとなり、新たに「魔隣号」という名を与えられている。
『ザ・ラストUボート』（監督：フランク・バイヤー、1993年）
U234の遣日潜水艦作戦を元にしているが、登場するUボートはXXI型Uボートをモデルとした艦（艦名不明）に変更されている。同艦を演じたのはフォックストロット型潜水艦。
『潜水艦カッペリーニ号の冒険』（監督：馬場康夫、2022年）
イタリアの遣日潜水艦「コマンダンテ・カッペリーニ」を題材としたテレビドラマ。

### 漫画
『サブマリン707』（作：小澤さとる、1963年～1965年）
707の艦長・速見が大戦中に指揮していた架空の潜水艦「イ-51」は、大西洋に派遣され、架空のUボート「UC140」とコンビを組んで通商破壊戦を行っていた。こちらも実在した伊五十一とは無関係。
『青の6号』（作：小澤さとる、1967年）
青の6号の艦長・伊賀の第二次世界大戦中の動向として、艦名不明の伊号潜水艦の艦長として地中海に派遣されていたことが回想されている。
『オーロラの牙』（作：松本零士、1975年）
戦場まんがシリーズの一編。遣日潜水艦として、北極海回りの航路を取った架空のVIIB型Uボート「U-0」と、喜望峰回りの航路を取った「U-142」（実在した同名のIID型Uボートとの関連性は不明）が登場。日本への誘導には超長波ビーコンが用いられている。
『幽霊戦闘機』（作：新谷かおる、1980年）
戦場ロマン・シリーズの一編。遣独潜水艦として伊号第十九潜水艦が登場。零戦とBf109の実機を含めた技術交換を目的としていた。
『アドルフに告ぐ』（作：手塚治虫、1983年～1985年）
遣日潜水艦としてU103が登場。ヒトラーの出生に関する機密文書処分の任を帯びたSD将校を乗せ、北極海回りで日本へと向かう。
『ハッピータイガー』（作：小林源文、1993年）
遣日潜水艦としてXVIII型Uボートをモデルとする架空の大型輸送潜水艦が登場。ティーガーIを初めとするドイツ軍兵器を搭載し、喜望峰回りで日本を目指す。
『シェイファー・ハウンド』（原作：吠士隆、作画：かたやままこと、2012年～2016年）
伊号第四百四潜水艦を原型とする架空の遣独潜水艦「伊四〇四改」がドイツ海軍に譲渡された形で登場するほか、遣独潜水艦によって「戦局を逆転させる資材」がアゾレス諸島沖のドイツ軍補給施設に輸送されている。

### ゲーム
『アカツキ電光戦記』（制作：SUBTLE STYLE、2007年）
架空の遣日潜水艦であるエレクトロUボート「U-23型」が登場。ドイツから機密兵器「電光機関」を日本へ輸送しようとしたが、北極海で沈没。その半世紀後に乗艦していた主人公が冬眠制御から覚醒したことに伴い再浮上する。
『うみねこのなく頃に』（制作：07th Expansion 、2007年～2010年）
サロ共和国の高官を乗せて日本へと亡命してきたイタリア海軍の潜水艦（艦名不明）が登場。同艦に積まれていた純金のインゴット10トンが物語上重要な役割を果たす。
『艦隊これくしょん -艦これ-』（制作：角川ゲームス・DMM.com、2013年～）
作中で発生する任務の中に「潜水艦派遣作戦」というものがあり、任務に成功すると爆撃機Ju87C改を入手することができる。